# Norapat
Norapat – wieś w Armenii, w prowincji Armawir. W 2011 roku liczyła 1738 mieszkańców.